# Sadama
Sadama (en français : Port) est un quartier du district de Kesklinn à Tallinn en Estonie.

## Description
La superficie de Sadama est de 1,39 km2.
En 2019, Sadama compte 3 711 habitants.
Ses quartiers limitrophes sont Kalamaja, Vanalinn, Südalinn, Kompassi, Raua et Kadriorg.
Le port de passagers de Tallinn est situé dans ce quartier, des navires assurent des liaisons régulières avec Helsinki, Stockholm et Saint-Pétersbourg.
Les rues et places de Sadama sont : Admiraliteedi väljak, Aedvilja tänav, Ahtri tänav, Filmi tänav, Halsi tänav, Hobujaama tänav, Jõe tänav, Kai tänav, Karu tänav, Kuunari tänav, Laeva tänav, Laeva väljak, Logi tänav, Lootsi tänav, Madalmaa tänav, Mere puiestee, Nafta tänav, Narva maantee, Paadi tänav, Parda tänav, Petrooleumi tänav, Poldri tänav, Poordi tänav, Reidi tee, Roseni tänav, Rotermanni tänav, Rumbi tänav, Sadama tänav, Tuukri põik, Tuukri tänav, Uus-Sadama tänav, Viru väljak, Vööri tänav.

## Population
| 2008  | 2010  | 2011  | 2012  | 2013  | 2014  |
| ----- | ----- | ----- | ----- | ----- | ----- |
| 2 478 | 2 442 | 2 603 | 2 754 | 2 832 | 2 951 |

| 2015  | 2016  | 2017  | 2018  | 2019  | 2020  |
| ----- | ----- | ----- | ----- | ----- | ----- |
| 3 167 | 3 224 | 3 464 | 3 703 | 3 711 | 4 128 |

| 2021  | 2022  | - | - | - | - |
| ----- | ----- | - | - | - | - |
| 4 411 | 4 465 | - | - | - | - |

## Transports
Sadama est traversé, entre-autres, par Narva maantee et Mere puiestee.
Les itinéraires de transports urbains suivants traversent le territoire du quartier :
- Bus — 1, 2, 5, 8, 20, 29, 34, 35, 38, 44, 51, 60, 63 ;
- Tramway — 1, 3.

## Lieux et monuments

### Entreprises et agences gouvernementales
- Sadama tn 25 - siège social du port de Tallinn[9] ;
- Sadama tn 25 - Port de passagers de Tallinn[9] ;
- Kai tn 6 - Marina du vieux port (et) dans le bassin de l'amirauté[9] ;
- Narva mnt 7A - Siège du ministère de l'Environnement ;
- Sadama tn 7 - Siège d'Eesti Gaas.

### Institutions éducatives et culturelles
- Narva mnt 25 - Campus de l'Université de Tallinn ;
- Narva mnt 27 - Institut balte de la cinématographie, des médias, des arts et de la communication de l'Université de Tallinn[10] ;
- Karu tn 16 - École juive de Tallinn (et) ;
- Ahtri tn 2 - Musée de l'architecture estonienne ;
- Karu tn 16 - Musée estonien du Judaïsme ;
- Hobujaama tn 5 - Coca-Cola Plaza (et).

### Centres d'affaires et commerciaux
- Narva mnt 1 - Centre commercial Postimaja (Postimaja Kaubanduskeskus) ;
- Narva mnt 5 - Centre d'affaires Forum;
- Narva mnt 13 - Centre d'affaires Pro Kapital ;
- Viru väljak 2 - centre d'affaires Metro Plaza ;
- Rotermanni tn 8 - Centre commercial Rotermann City ;
- Ahtri tn 9 - Centre commercial Nautica Keskus ;
- Kai tn 6 - Centre commercial Sadama turg.

### Hôtels
- Paadi tn 5 — Hôtel Euroopa (et)[11] ;
- Sadama tn 11A —   Tallink Spa & Conference Hotel (et)[12] ;
- Narva mnt 7C — Park Inn by Radisson Central Tallinn (et)[13].

### Édifices religieux
- Ahtri tn 7 - Paadi tn 2 - Cathédrale Saint-Siméon et Sainte-Anne de Tallinn ;
- Karu tn 16 - Synagogue de Tallinn[14].

## Galerie

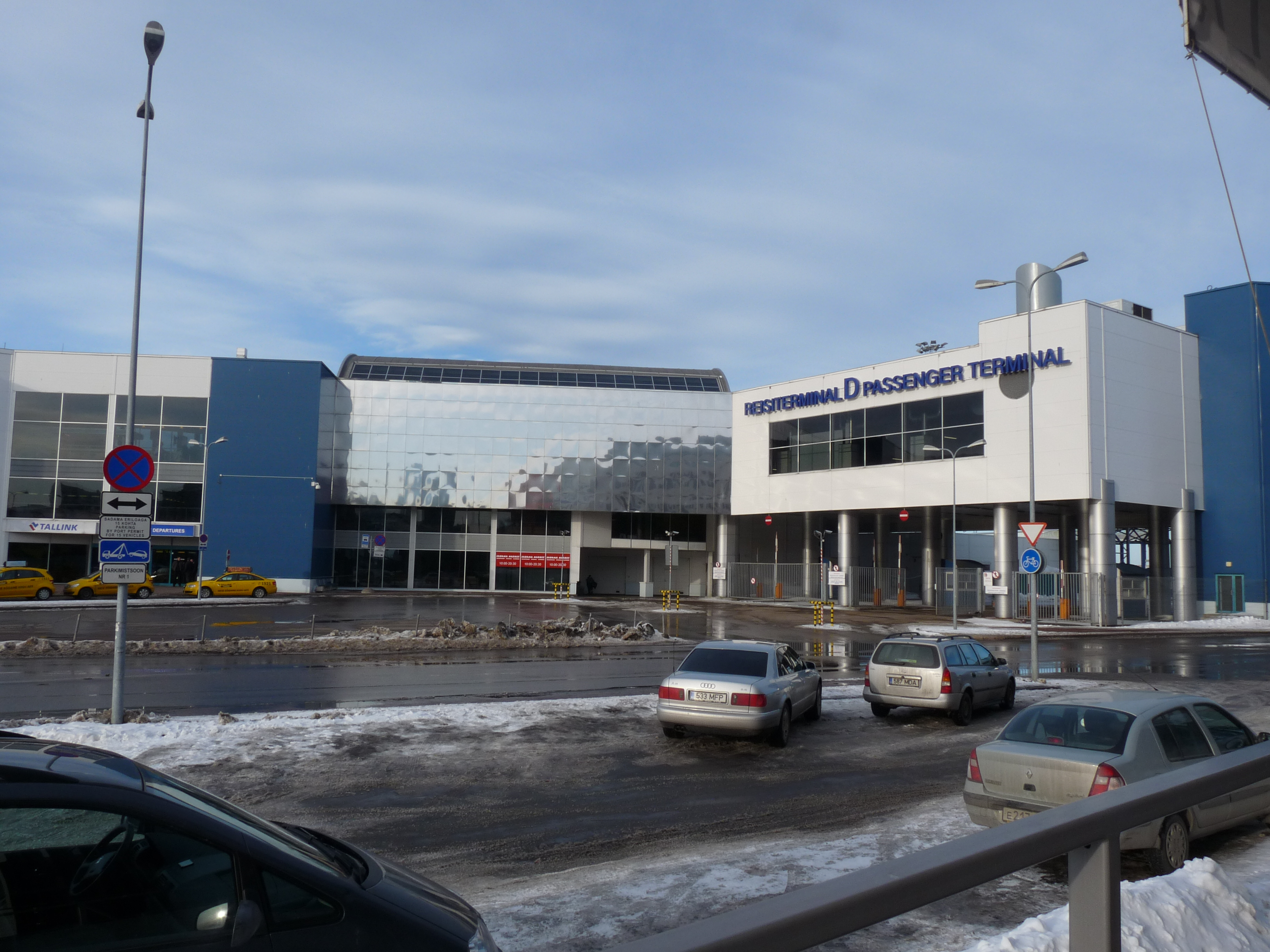
Port de passagers de Tallinn
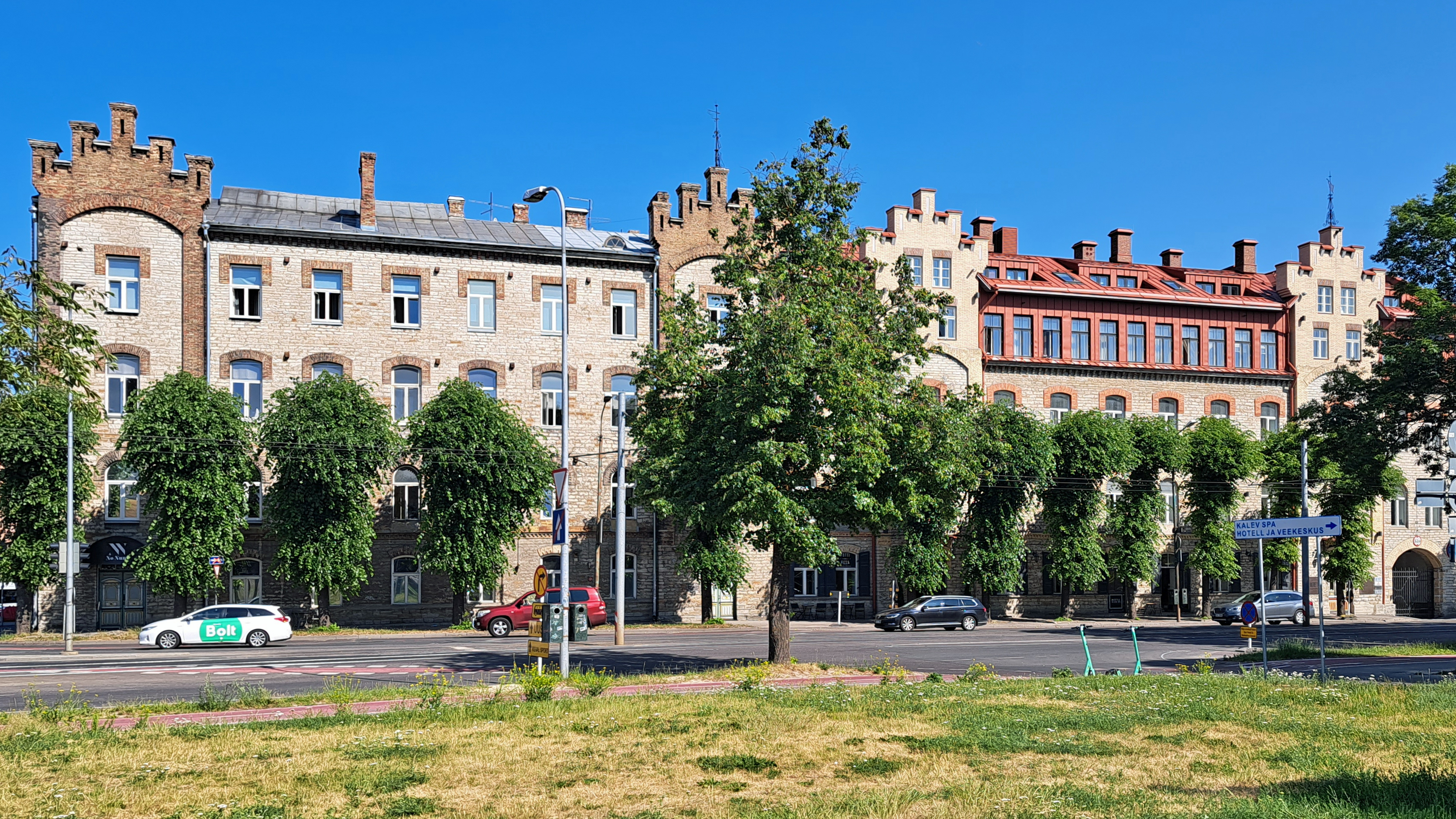
Mere puiestee 8а.
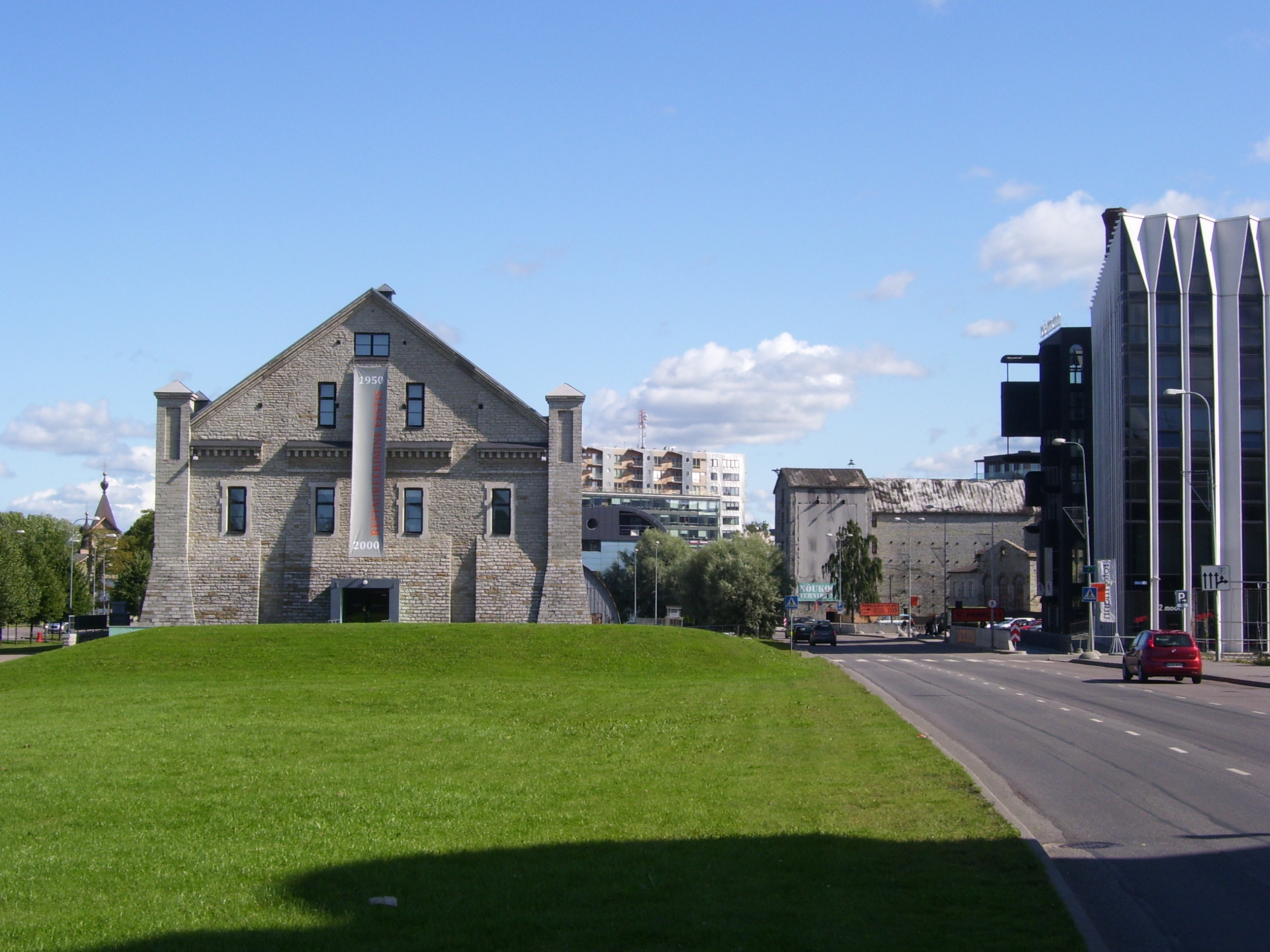
Musée de l'architecture estonienne
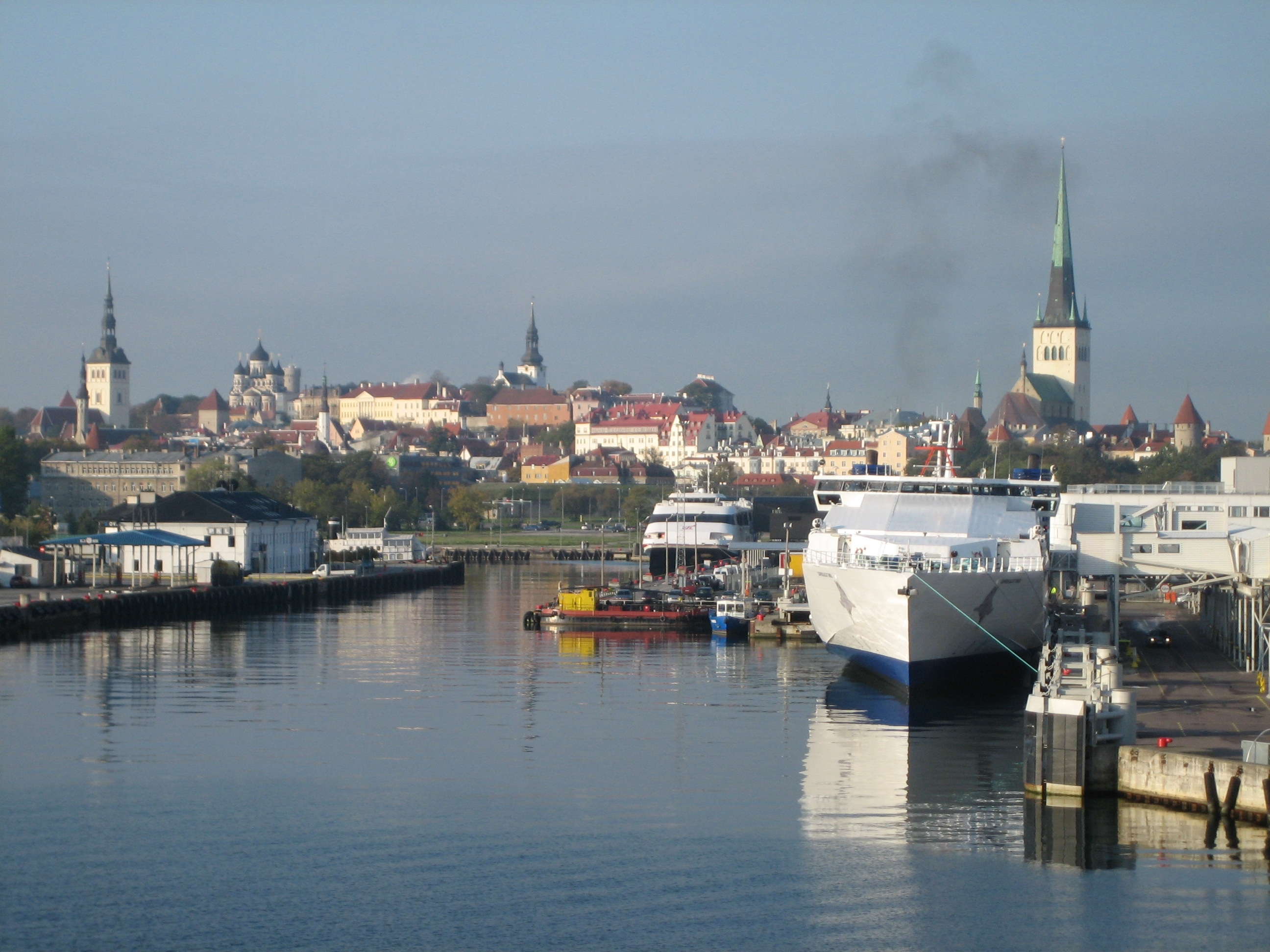
Le port de Tallinn.

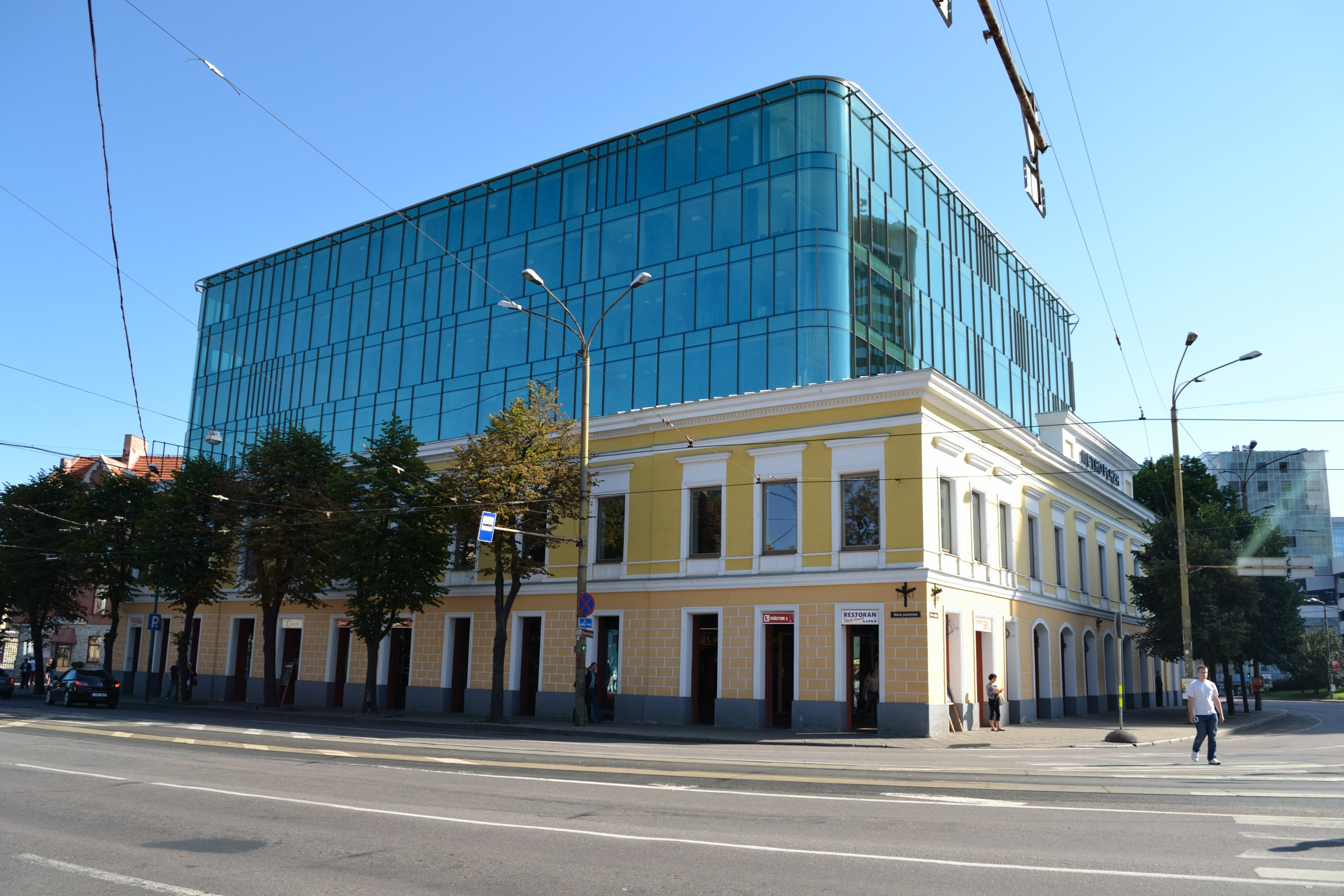
Lycée Alexandre.
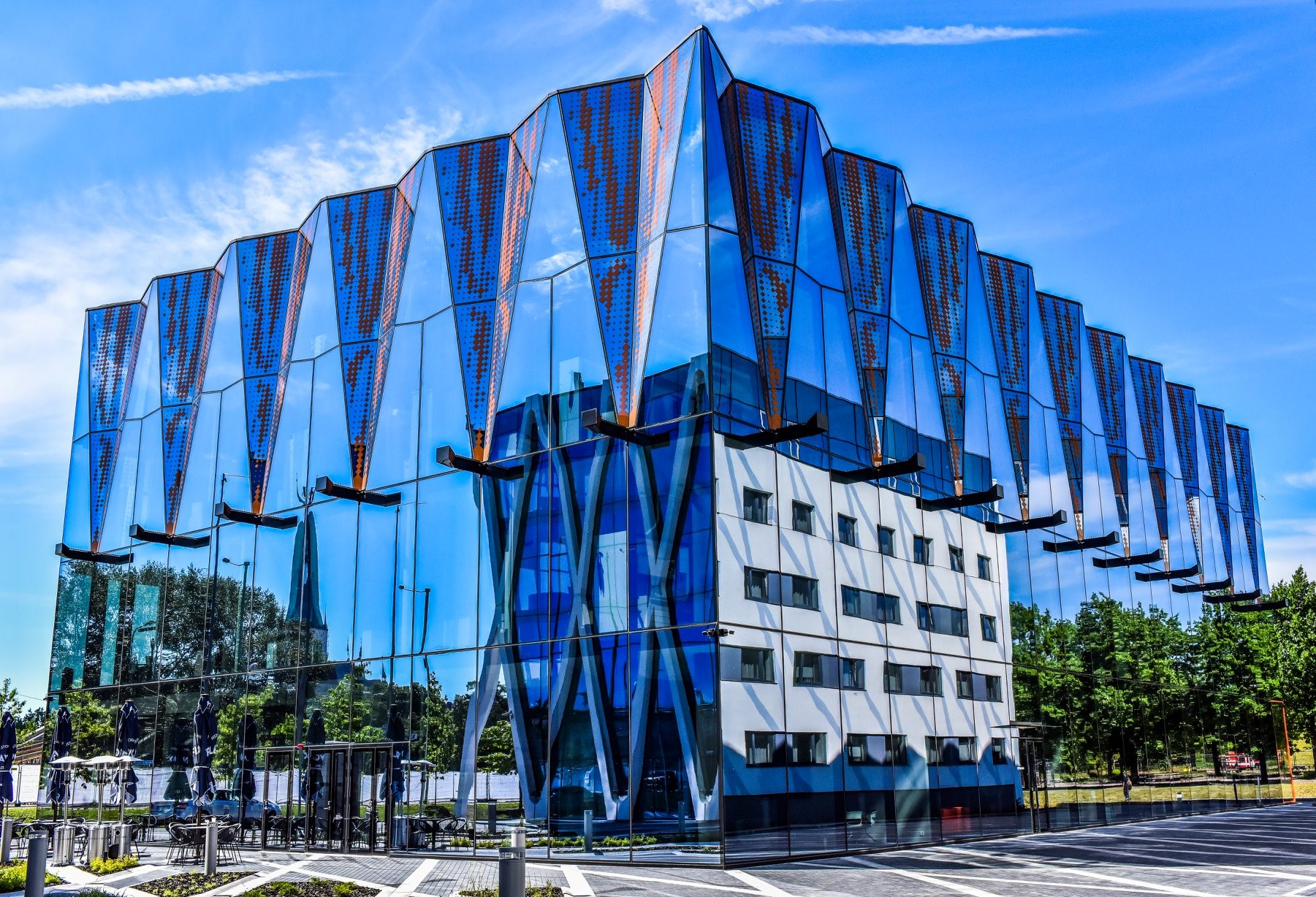
Siège de Eesti Gaas.
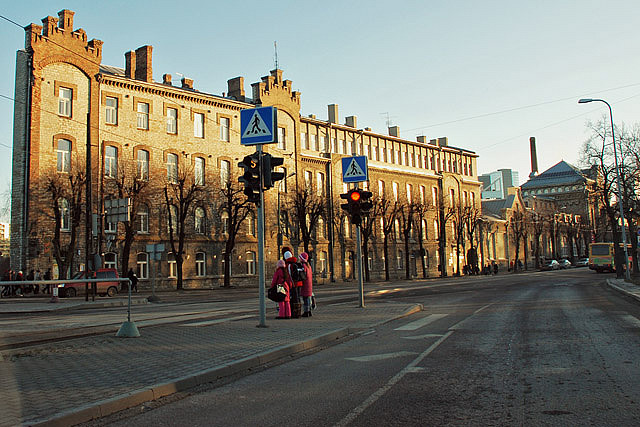
Architecture du quartier Sadama.
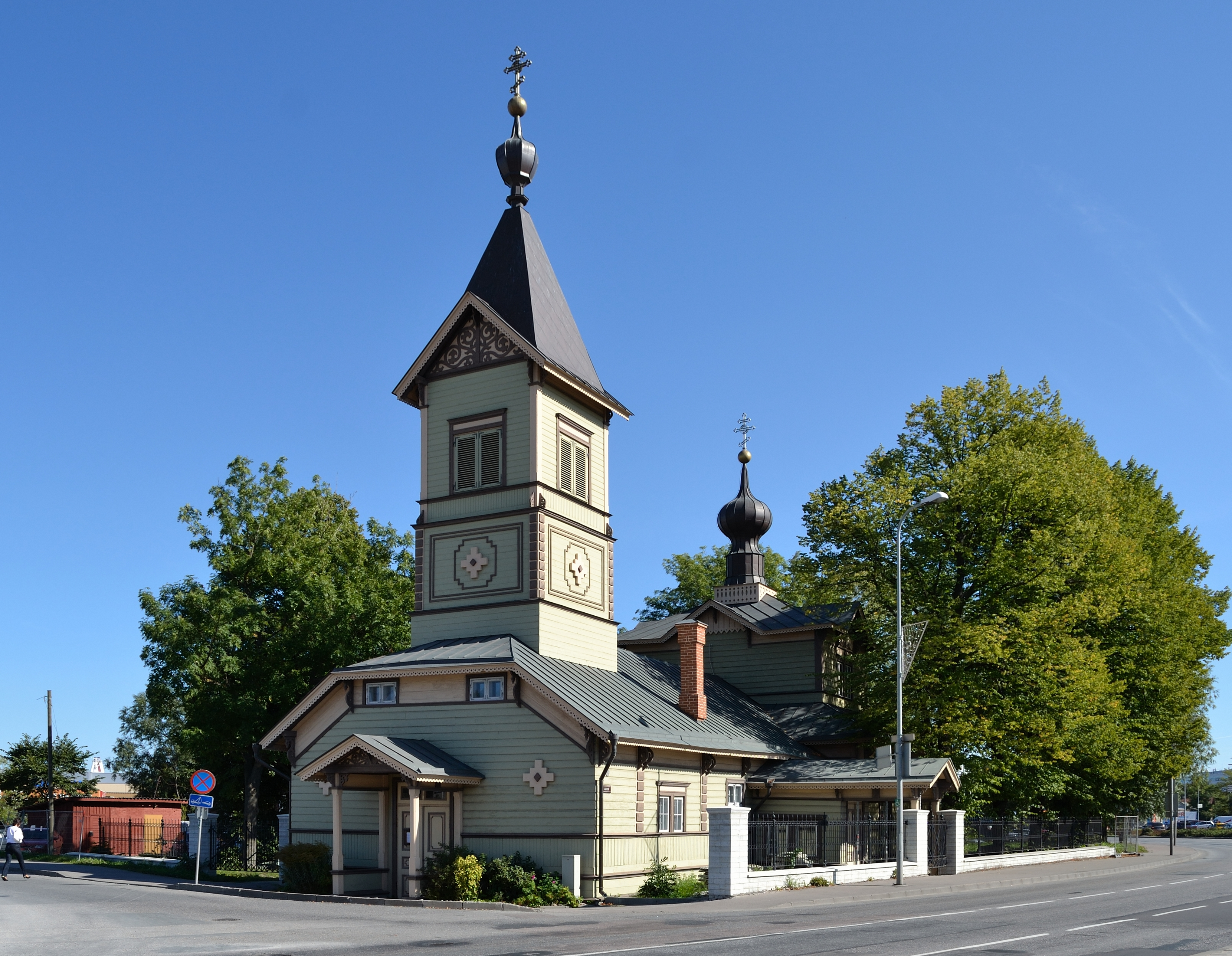
Cathédrale Saint-Siméon et Sainte-Anne.